# Zoodes hirsutus
Zoodes hirsutus là một loài bọ cánh cứng trong họ Cerambycidae.